# Xanthopimpla pyramidalis
Xanthopimpla pyramidalis är en stekelart som beskrevs av Henry Keith Townes, Jr. och Chiu 1970. Xanthopimpla pyramidalis ingår i släktet Xanthopimpla och familjen brokparasitsteklar. Utöver nominatformen finns också underarten X. p. spilopus.